# Esperanza (metropolitana di Madrid)
Esperanza è una stazione della linea 4 della metropolitana di Madrid.
Si trova sotto alla Calle de Andorra, nel quartiere di Canillas, nel distretto Hortaleza.

## Storia
La stazione fu aperta al pubblico il 5 maggio 1979, in corrispondenza dell'ampliazione della linea 4 dalla stazione di Alfonso XIII a quella di Esperanza, che è stata dunque capolinea della linea 4 fino al mese di aprile del 1998, quando la linea venne ulteriormente ampliata fino alla stazione di Mar de Cristal.

## Accessi
Vestibolo Esperanza
- Andorra: Calle de Andorra 41-51